# Zaraki Kenpachi
Kenpachi Zaraki (更木 剣八 Zaraki Kenpachi) (更木 剣八 Zaraki Kenpachi) là một nhân vật hư cấu và được tạo ra bởi Tite Kubo.Ông là đội trưởng của đội 11  trong Gotei 13. Đội phó là Yachiru Kusajishi.

## Phác thảo nhân vật
Kenpachi có vẻ ngoài hoang dã và hung dữ, phù hợp với tính cách của anh ta. Anh ta mặc áo khoác của đội trưởng không có tay áo, và với vẻ ngoài rách rưới hơn. Anh ta có được Haori của mình từ đội trưởng Đội 11 trước đó, người mà anh ta đã đánh bại và giết trong một cuộc đấu tay đôi để trở thành đội trưởng. Anh ấy tạo kiểu tóc của mình thành những chiếc gai tự do với những chiếc chuông ở đầu, Tite Kubo đã nhận xét rằng mái tóc của anh ấy trở thành một trong những kiểu tóc khó vẽ nhất trong truyện. [1] Anh ta cũng đeo một miếng băng che mắt đặc biệt trên mắt phải của mình được lót bằng miệng của một sinh vật kỳ lạ; băng bịt mắt do Sư đoàn 12 tạo ra. Nó hấp thụ phần lớn sức mạnh của anh ta. Cả hai điều này đều nhằm tạo lợi thế cho kẻ thù, tương tự như thói quen chiến đấu một tay của anh ta, vì trong trạng thái không có tật, anh ta sẽ đánh bại chúng nhanh đến mức anh ta sẽ không thể tận hưởng bản thân đủ để đi sâu vào trạng thái khát máu, đó là điều anh ấy trân trọng nhất. Anh ta có một vết sẹo lớn ở bên trái của khuôn mặt, dường như đã có trước khi anh ta tham gia Soul Society (và thậm chí trước khi tìm thấy Yachiru). Mặc dù được giới thiệu ban đầu là một kẻ thù chết người, Zaraki sau đó bắt đầu đóng vai trò phản anh hùng trong Bleach: mặc dù vẫn tự cho mình là trung tâm và bạo lực, nhưng hành động của anh ta có xu hướng tốt nhất và mối quan hệ của anh ta với bộ phận của anh ta và những người khác. Sự thay đổi này chủ yếu tập trung vào sự xuất hiện của anh ấy trong anime Bleach và các câu chuyện omake, ngoại trừ đôi khi xảy ra xích mích giữa anh ấy và Yachiru. Anh ta được miêu tả là có ý thức định hướng rất kém, và thường được miêu tả trong các câu chuyện omake yêu cầu trung úy Yachiru của anh ta chỉ đường đến một địa điểm cụ thể (sau đó người này ngẫu nhiên chỉ về một hướng mặc dù bản thân cô ta cũng có ý thức định hướng khủng khiếp) . Kenpachi sống vì trận chiến (bằng chứng là bằng phương pháp để đạt được thứ hạng của mình) và thích chiến đấu tốt hơn bất cứ thứ gì. Anh ta kiềm chế bản thân trong trận chiến để kéo dài và tận hưởng cuộc chiến. Kenpachi tin rằng thương tích và cái chết không hơn gì cái giá mà người ta phải trả cho một cuộc chiến tốt đẹp. Mặc dù đội của anh ta được coi là khát máu nhất trong Gotei 13, họ có quy tắc đạo đức riêng, khác với các quy tắc đặt ra của Soul Society, phù hợp với miêu tả của Zaraki là một linh hồn tự do. Trong những dịp khác nhau, Kenpachi được nhìn thấy là người thích thú trước giờ làm việc. Mặc dù có xu hướng bạo lực, Zaraki thường sẽ từ bỏ cuộc chiến nếu đối thủ của anh ta bị thương quá nặng để đánh trả, cho rằng cuộc chiến không còn vui vẻ nữa. Tuy nhiên, anh ta sẽ giết đối thủ của mình một cách không do dự nếu họ từ chối kết thúc cuộc chiến theo điều kiện của anh ta như đã thấy trong các trận chiến của anh ta với Tōsen và Nnoitra.

## Lịch sử
Trước khi gia nhập hàng ngũ thần chết, Zaraki cư trú tại Quận 80, quận hỗn loạn nhất trong Soul Society. Anh ta trở nên rất thành thạo kiếm thuật, hoặc ít nhất là kĩ năng chiến đấu, trong khi anh ta ở đó, và thậm chí lấy tên của quận, "Zaraki", làm họ của mình. Anh ta cũng lấy một Zanpakutō vẫn ở trạng thái "Asauchi" từ một xác chết và chế tạo vũ khí của riêng mình, mặc dù không thể nghe thấy hiện thân tâm linh của nó. Trong thời gian đó, anh đã gặp một linh hồn tốt bụng Retsu "Yachiru" Unohana của Đội 4, cả hai đều để lại cho đối thủ của họ một vết sẹo trong trận đấu tay đôi. Sau khi rời quận, anh ta tìm thấy một cô gái nhỏ, mặc dù tuổi còn trẻ, nhưng không sợ kiếm của anh ta. Vì cô ấy không có tên, không biết rằng cô ấy thực sự là một biểu hiện của Zanpakutō của anh ta, Zaraki đã đặt tên cô ấy là "Yachiru" theo tên Unohana trong khi đặt tên cho mình là "Kenpachi", danh hiệu của Unohana gắn với một kẻ đã giết nhiều người. [2] Yachiru trở nên không thể tách rời khỏi Zaraki kể từ thời điểm đó, theo anh ta bất cứ nơi nào anh ta đi, thường bám sau lưng anh ta. Sau một thời gian trôi qua, Kenpachi tìm được đường vào Soul Society và giết đội trưởng trước đó của Đội 11, do đó giành được ghế của anh ta trong Gotei 13. Là một đội trưởng mới, Zaraki buộc phải học Kendo, điều mà anh ghét vì nó. nhân cách hóa các kỹ năng của anh ta, mặc dù anh ta đồng ý ở một điểm: một lưỡi kiếm vung bằng cả hai cánh tay mạnh hơn một cánh tay. chẳng hạn như anh ấy đã lưu ý rằng tránh sử dụng nó trong trận chiến để kéo dài kinh nghiệm chiến đấu càng lâu càng tốt. Trong một cuộc phỏng vấn, Tite Kubo lưu ý rằng anh ấy muốn đi sâu hơn về Zaraki. [3]

## Cuộc đời
Sau khi Ichigo Kurosaki và những người bạn của mình đến Soul Society, Zaraki bắt đầu săn lùng chiến binh mạnh nhất trong nhóm của họ trước khi tìm thấy Ichigo. Sau một cuộc giao tranh ngắn, Zaraki đâm thanh kiếm của Ichigo trong khi đâm vào ngực anh ta, dường như giết chết anh ta. khi Kenpachi bắt đầu bỏ đi, khi Ichigo đứng lên một lần nữa, được chữa lành bằng sức mạnh của Zangetsu. Trong cuộc chiến, Ichigo trở thành một thách thức đủ để Zaraki tháo băng bịt mắt của mình, do đó giải phóng sức mạnh bổ sung mà nó đã nuốt chửng. Khi họ lao vào nhau, cuộc trao đổi kết thúc với tỷ số hòa, Ichigo ngã trước và Zaraki ngay sau đó, cả hai đều thừa nhận thất bại (mặc dù cuối cùng thanh kiếm của Zaraki bị gãy, sau khi nó bị chệch hướng bởi sự xuất hiện đột ngột của chiếc mặt nạ rỗng của Ichigo, điều này tha cho người sau khỏi cái chết). Zaraki sau đó thừa nhận rằng anh đã thua, nhưng anh cần phải mạnh mẽ hơn và trả lại cho Ichigo. Anh thấy mình hạnh phúc khi tìm thấy một ai đó mạnh mẽ để chiến đấu, trước khi bất tỉnh. Sau đó, anh quyết định giúp Ichigo và giải thoát bạn bè của mình khỏi bị giam cầm. Mãi về sau, trong khi tìm kiếm Ichigo cùng với những người bạn của anh ấy, họ đã bị các thành viên Đội 7 và 9 đứng đầu. Zaraki chiến đấu với các đội trưởng của họ lần lượt là Sajin Komamura và Kaname Tōsen, đánh bại Tōsen và chống lại Komamura trước khi Komamura chạy đi tìm Shigekuni Yamamoto Genryūsai. Anh ta không tiễn Ichigo và những người bạn của mình khi họ rời khỏi Soul Society. Anh ấy nói với Yachiru rằng anh ấy và Ichigo chắc chắn sẽ gặp lại nhau bởi vì họ là những người duy nhất giống như họ. Kenpachi cũng giúp chống lại cuộc xâm lược của Bount và đánh bại thành công Maki Ichinose, một cựu thành viên trong đội của anh ta, người đã rời đi sau khi Kenpachi giết đội trưởng cũ. Trong phần Arrancar, Zaraki xuất hiện với Ichigo như bản năng và mong muốn chiến thắng của anh ấy, giải thích cho anh ấy rằng cả hai đều là kiểu người sống để chiến đấu (hoặc chiến đấu để sống) hết trận này đến trận khác. Sau khi Orihime được đưa đến Hueco Mundo, Zaraki đến với Byakuya Kuchiki để lấy nhóm của Tōshirō Hitsugaya và đưa họ trở lại Soul Society. Sau đó, trong Hueco Mundo, Kenpachi đến trợ giúp Ichigo trong trận chiến với Fracción Tesla của Nnoitra, giáng cho Arrancar một đòn chí mạng chỉ bằng một đòn duy nhất và sau đó giao chiến với Espada Nnoitra. Mặc dù có "niềm vui hơn những gì anh ấy đã có trong một thời gian dài," anh ấy bị thương đủ để nhận ra rằng anh ấy có thể chết nếu cuộc chiến tiếp tục. Kenpachi bắt đầu có một vài đoạn hồi tưởng về quá trình luyện tập Kendo của mình khi anh ấy cầm thanh kiếm của mình bằng hai tay để giáng cho Nnoitra một đòn hiểm ác, bất lực. Thật không may cho Nnoitra trong cuộc chiến sau đó, miếng bịt mắt của Zaraki, một phong ấn đặc biệt 'tiêu hao' mạnh mẽ Áp suất Tinh thần của anh ta (theo cách này, các trận chiến sẽ kéo dài hơn để anh ta vui vẻ hơn), bị cắt cho phép Kenpachi chiến đấu với toàn bộ sức mạnh . Khi Nnoitra từ chối chấp nhận thất bại và buộc tội Kenpachi, sau đó giết anh ta bằng một đòn khác. Zaraki sau đó đứng trên xác của Nnoitra, nói với anh ta rằng trận chiến của họ "là một vụ nổ". Sau đó, anh xuất hiện để cứu Ichigo khỏi Cero Espada Yammy bằng cách chặt một chân của anh ta, và tiếp tục cho anh ta chiến đấu với Byakuya Kuchiki. Khi có vẻ như Kenpachi và Byakuya sắp đánh bại anh ta, Yammy trải qua một sự biến đổi mới. khi Byakuya và Zaraki cuối cùng đánh bại đối thủ của họ, mặc dù Kenpachi cho rằng cuộc chiến khá "nhàm chán". Lần cuối cùng anh ta được nhìn thấy bị khiển trách bởi Đội trưởng-Chỉ huy vì đã đánh mất haori của đội trưởng trong trận chiến. Mười bảy tháng sau cuộc chiến với Sōsuke Aizen, Kenpachi, cùng với tất cả các thành viên cấp cao khác của Gotei 13, được lệnh khôi phục reiatsu của Ichigo. Khi anh ấy đến cùng Byakuya, Hitsugaya, Ikkaku, Rukia và Renji để hỗ trợ chiến đấu với Xcution. Kenpachi được Giriko Kutsuzawa khiêu chiến và nhanh chóng xẻ đôi Fullbringer, anh ta thấy "nhàm chán". Sau những sự kiện này, một nhóm Quincy được gọi là Wandenreich xuất hiện và gửi lực lượng xâm lược Sternritter của họ để chiếm lấy Soul Society. Zaraki đã giết Berenice Gabrielli, Jerome Quizbatt và Loyd Lloyd một cách dễ dàng. Kenpachi sau đó đối mặt với Yhwach, thực chất là anh trai sinh đôi của Loyd, Royd Lloyd trong lớp cải trang, và bị đánh bại. Sau khi Wandenreich rời đi, Zaraki hồi phục và giao chiến với Unohana với những gì cả hai mong đợi là một trận chiến đến chết, để huấn luyện anh ta cách đối phó với Wandenreich. Mặc dù bị đưa đến bờ vực của cái chết nhiều lần, và đội trưởng Unohana cuối cùng đã giải phóng Bankai của cô ấy. Zaraki cuối cùng đã hạ gục Unohana, sau đó nghe thấy Zanpakutō của anh ta và biết được tên của nó: Nozarashi (野 晒, Weather-Beaten One). Trong cuộc xâm lược thứ hai của Wandenreich, Zaraki sử dụng hình dạng Shikai giống như rìu của Nozarashi để chống lại Sternritter Gremmy Thoumeaux trong một chuyến bay mệt mỏi để lại sự thương tiếc của một bộ tứ nữ Sternritters trước khi Ichigo cứu anh ta. Sau khi được chữa lành hai lần, lần thứ hai là hậu quả của việc mất năng lực khi chiến đấu với Pernida, Zaraki tham gia cùng Hitsugaya và Byakuya chống lại Gerard. Sau cuộc chiến, khi Yachiru tiết lộ danh tính thật của mình và hy sinh bản thân để đánh thức toàn bộ sức mạnh của anh ta, Zaraki hiện hình dạng Bankai Zanpakutō của mình để áp đảo Sternritter trước khi cơ thể anh ta bắt đầu chịu đựng sự căng thẳng do sử dụng Bankai. Sau đó, anh giúp cầm chân Gerard để Hitsugaya và Byakuya hạ đòn chí mạng. Mười năm sau chiến tranh, trở nên điềm tĩnh hơn với Ikkaku là đội phó mới của anh ấy, Zaraki lần cuối được nhìn thấy đã lạc đường khi cố gắng tham dự buổi lễ đội trưởng của Rukia.

## Sự xuất hiện trong các phương tiện truyền thông
Zaraki xuất hiện trong phiên thứ hai của Bleach: Beat Collection, cùng với Yachiru, Ikkaku và Yumichika. Anh ấy có một vai nhỏ trong Bleach OVA, và cũng xuất hiện một thời gian ngắn trong Bleach: Memories of Nobody, thể hiện một trong những Dark Ones. Anh cũng xuất hiện trong bộ phim thứ hai, là người đầu tiên tấn công và tấn công hình dạng rồng mới của Sōjirō; anh ấy cũng giúp đỡ trong trận chiến cuối cùng. Trong bộ phim thứ ba, anh ta chiến đấu với một Kurotsuchi Mayuri đã bị biến đổi và bị tiêu thụ bởi chất màu trắng khiến anh ta bất động trong phần lớn bộ phim. Cuối cùng anh ta đã được thả trong một thời trang và hỗ trợ trong trận chiến cuối cùng. Kenpachi cũng xuất hiện trong hầu hết các trò chơi điện tử Bleach. Anh cũng xuất hiện trong bốn buổi biểu diễn của Rock Musical Bleach: Dark of the Bleeding Moon, No Clouds in the Blue Heavens, The All, và Live Bankai Show Code 002. Anh được thể hiện bởi Shōgo Suzuki.

## Nhận xét
Sự hứng thú của Kenpachi đối với các trận chiến đã làm cho các trận chiến mà anh ấy xuất hiện trở nên thú vị đối với nhiều nhà phê bình khác nhau. Gọi anh ta là "Soul Reaper khó khăn nhất trong kinh doanh", IGN nhận xét rằng "bất kỳ trận chiến nào với Kenpachi luôn thú vị để xem chỉ vì thực tế là anh ta rất vui trong các trận chiến của mình" và nói thêm "hầu như mọi trận chiến dường như đều nghiêng về phía Kenpachi vì thực tế là Kenpachi tận hưởng suốt trận chiến ". [4] OtakuKart gọi anh ta là "Đội trưởng mạnh thứ 5 trong Bleach", nói rằng "Anh chàng này là một con quái vật hoàn toàn mà không sử dụng Shikai của mình nhưng với thanh kiếm trần và áp lực tinh thần to lớn, anh ta đã có thể đánh bại Nnoitra. [5] Otaku Nuts xếp anh ta là người "Nhân vật anime thứ 5 hàng đầu That Rocks", "Top 4 nhân vật phản anh hùng trong anime", "Nhân vật Bleach hay nhất thứ 2" và Nozarashi của anh ấy là "Zanpakuto đứng thứ 8". [6] [7] [8] [9] HubPages đã xếp anh ấy là "Nhân vật anime nam thú vị nhất thứ 10" với bình luận "Điều gì khiến Kenpachi trở nên tuyệt vời? Sức mạnh vượt trội, sức mạnh, phong cách chiến đấu hung hãn và có Yachiru ở bên cạnh. "[10] Trong bài báo trên IGN" 5 Anime Bad Boys I Always Root For ", Kenpachi được xếp ở vị trí thứ 5, với nhận xét" Không thành vấn đề Bên cạnh Kenpachi bất cứ lúc nào - những trận chiến của anh ấy luôn chắc chắn sẽ giúp bạn giải trí. "[11] Trong một bài báo khác" Top Ten Anime Characters ", Kenpachi xếp thứ 9, với nhận xét" Thực tế là một siêu saiyen, Kenpachi là một kiếm sĩ tuyệt vời. Một trong những màn đấu kiếm hay nhất trong phim hoạt hình vì kiếm thuật của anh ta. "[12] The Robot's Voice gọi Kenpachi là một trong" 10 nhân vật Bleach Thú vị hơn nhiều so với Ichigo ", nhận xét" Nhân vật này xác định khá nhiều hình ảnh anime tàn bạo bá đạo. Anh ấy chỉ chém bất cứ thứ gì cản trở anh ấy, điều mà chúng tôi khuyên bạn không nên làm. "[13] Trong hồ sơ Anime của Honey" Top 10 kiểu tóc Anime nực cười ", kiểu tóc của Kenpachi đứng ở vị trí thứ 6. Trang web này cũng xếp hạng cuộc chiến của anh ấy với Nnoitra Gilga là "Trận chiến / chiến đấu hay nhất thứ 7 trong anime", nơi họ tuyên bố "Nếu bạn đã xem Bleach đủ lâu, Kenpachi đã không có thời gian để thể hiện sức mạnh thực sự của mình. Trận chiến này cuối cùng đã cho chúng ta thấy khả năng của anh ấy và trong khi hoạt hình không được tốt như vậy, cuộc chiến đã cho chúng ta thấy Kenpachi thực sự có khả năng gì. "[14] [15] Orzzzz đặt tên Kenpachi là một trong những" Nhân vật Anime nên kiện họ Các nhà tạo mẫu "và cũng xếp anh ta là" Nhân vật Anime mạnh nhất thứ 6, Người là Bậc thầy của Kiếm ", và là" Nhân vật Anime bị áp đảo thứ 3 Người có thể làm điều gì đó tàn phá ", gọi anh ta là" người chiến đấu khó khăn nhất, mạnh nhất, cuồng tín nhất trong tất cả Shinigami. "[16] [17] [18] Screen Rant xếp Kenpachi là" Shinigami mạnh thứ 4 ", nơi họ nhận xét" Bankai của anh ta biến anh ta thành một con quỷ với khả năng thể chất vô song để đổi lấy lý trí của anh ta. Tình yêu chiến đấu của anh ấy thường dẫn đến thất bại của anh ấy, nhưng Kenpachi chắc chắn là một trong những Shinigami mạnh nhất trong Bleach. "[19]